# 霍達 (崇禎進士)
霍達（1600年—1661年），字非聞，號魯齋，陝西省西安府長安縣籍武功县人，明末清初政治人物。

## 生平
明朝天啓四年（1624年）甲子科舉人，崇禎四年（1631年）登進士，本年七月授山東淄川县知县，丁繼母艰。八年补任山东曹县知县，十一年调宁晋县，十二年四月丁父忧。十四年服除赴京，起升江西道试監察御史，巡视西城，十二月巡漕，十五年以督運功，实授御史，加俸一级。十六年兵部侍郎余应桂总督陕西三边，霍达任监军御史。十七年三月，宣府陷落，霍达走回京师，不久南下渡淮，招募士卒。南明时任苏松巡抚、右佥都御史。
入清后，順治四年五月，補授山東道監察御史，五年三月奉命巡按福建。順治八年，任浙江嘉湖道佥事。順治十年五月，升任太僕寺少卿；次年改太常寺少卿、提督四译馆、大理寺少卿，十二年二月累升至大理寺卿、殿试漢讀卷官、兵部督捕右侍郎，六月奉命前往视察黄河大王庙决口，十三年以事被革职，戴罪办事，不久恢复原职。順治十五年十月考满，加兵部尚書，荫一子入监读书。次年加授太子太保。十六年九月充殿试读卷官。順治十七年二月，調任工部尚書、兼管左都御史，四月卒，年六十二。

## 著作
《屈黄二骚合编》、《手校字彙》、《楞严金刚经注解》、《编订史记》。

## 家族
祖父霍導。父霍正始，號貞吾。母閻氏，繼母徐氏。
元氏可氏，赠二品夫人，生子霍于京，娶辛未進士、江西右布政使任中鳳之女。繼娶紀氏，生一女，嫁甲戌進士山東提學道任中麟三子任知民。繼配袁氏，封二品夫人。